# アニマ (雑誌)
『アニマ』は、日本の月刊誌。「自然史」をテーマとして扱っていた。発売元は平凡社。1973年（昭和48年）に創刊。

## 概要
コンラート・ローレンツ、今西錦司、中西悟堂を監修者として迎えて、自然史雑誌として創刊。創刊編集長は高橋健。企画者は高橋と小林祥一郎。
動物の生態や行動学、あるいは自然保護的視点での記事が中心であった。内容的にはほとんどが陸上脊椎動物と昆虫でしめられた。
発売当初からしばらくの間までは、書店での一般販売はされておらず会員制の雑誌だったが、のちに書店でも販売されるようになった。1993年（平成5年）に休刊。

## 主な編集長
- 高橋健
- 田中光則
- 西崎孝雄
- 沢近十九一

## 執筆陣
- 中西悟堂
- 日高敏隆
- 星野道夫
- 宮崎学
- 島田忠
- 立花隆
- 海野和男
- 栗林慧
- 宮崎駿
- 荒俣宏
- 安野光雅
- 別役実
- 竹田津実
- 長谷川堯